# Pilot Knob (Missouri)
Pilot Knob è un comune degli Stati Uniti d'America, situato nello Stato del Missouri, diviso tra la contea di Iron.